# Hardzei Tsishchanka
Hardzei Tsishchanka, né le 16 août 1995 à Retchytsa, est un coureur cycliste biélorusse. Il participe à des compétitions sur route et sur piste. 

## Biographie
Il arrête sa carrière à l'issue de la saison 2021.

## Palmarès sur route

### Par année
- 2017
  - 3e du championnat de Biélorussie du contre-la-montre espoirs

### Classements mondiaux
| Année           | 2018   |
| --------------- | ------ |
| UCI Europe Tour | 2 054e |

## Palmarès sur piste

### Championnats du monde
- Saint-Quentin-en-Yvelines 2015
  - 13e du scratch
  - 14e de la poursuite par équipes

### Championnats nationaux
- 2014
  -  Champion de Biélorussie de poursuite par équipes (avec Raman Ramanau, Mikhail Shemetau, Raman Tsishkou et Aleh Ahiyevich)
  - 2e du championnat de Biélorussie du kilomètre
- 2016
  -  Champion de Biélorussie de poursuite par équipes (avec Yauheni Karaliok, Mikhail Shemetau et Yauheni Akhramenka)
- 2017
  -  Champion de Biélorussie de vitesse par équipes (avec Artsiom Zaitsau et Mikita Kharlanau)
  - 2e du championnat de Biélorussie de poursuite par équipes
  - 2e du championnat de Biélorussie de scratch
- 2019
  -  Champion de Biélorussie de poursuite par équipes (avec Yauheni Karaliok, Kanstantsin Bialiuski et Mikhail Shemetau)
  - 2e du championnat de Biélorussie de course aux points